# Foirach
Foirach ist ein Ortsteil der Gemeinde Niklasdorf in der Steiermark. Foirach liegt an der Mur und an der S 6, der Semmering Schnellstraße. 
Das Dorf hat ca. 190 Einwohner, von denen noch viele Landwirtschaft betreiben. Im Ort befindet sich ein ehemaliger Rittersitz.